# Marek Biernacki
Marek Biernacki, né le 28 avril 1959 à Sopot, est un homme d'État polonais membre de la Plate-forme civique (PO). Il est ministre de l'Intérieur et de l'Administration octobre 1999 et octobre 2001, puis ministre de la Justice de mai 2013 à septembre 2014.

## Biographie
En 1991, il est chargé de liquider les actifs du Parti ouvrier unifié polonais (PZRP) à Gdańsk, mais il est relevé de ces fonctions cinq ans plus tard par le voïvode de Gdańsk, membre de l'Alliance de la gauche démocratique (SLD).
Pour les élections législatives du 21 septembre 1997, il est élu député à la Diète sur la liste nationale de l'Alliance électorale Solidarité (AWS). Il devient alors président de la commission parlementaire des Services secrets. Il est co-auteur en 1998 de la loi qui institue l'Institut de la mémoire nationale (IPN).
Le 7 octobre 1999, à 40 ans, il est nommé ministre de l'Intérieur et de l'Administration dans le gouvernement de coalition du conservateur Jerzy Buzek. C'est sous son autorité qu'est créé, le 15 avril 2000, le bureau central des investigations (CBS).
Dans la perspective des élections sénatoriales du 23 septembre 2001, il est investi dans la circonscription de Gdynia, sous l'étiquette « Bloc Sénat 2001 », qui rassemble l'AWS, l'UW, la PO et PiS. Il engrange 113 785 voix et termine ainsi quatrième du scrutin, pour trois sièges à pourvoir.
Il rejoint la Plate-forme civique en 2002. En février, il est désigné vice-maréchal de la voïvodie de Poméranie, sous l'autorité de Jan Zarębski. Élu en novembre à la diétine, il est reconduit dans ses responsabilités par Jan Kozłowski, qui l'en relève en octobre 2004.
Il est investi par la PO candidat dans la circonscription de Gdynia pour les élections législatives du 25 septembre 2005. Il y obtient 41 336 votes préférentiels, signe le meilleur score de la circonscription et réussit ainsi son retour à la Diète. Le 10 janvier 2006, il rejoint le « cabinet fantôme » de la PO, sous l'autorité de Jan Rokita, étant responsable de l'Intérieur et des Services secrets.
Il est réélu député aux élections législatives anticipées du 21 octobre 2007, avec un total de 84 157 suffrages de préférence, ce qui en fait le député le mieux élu de la voïvodie de Poméranie. Il remporte un quatrième mandat au cours des élections législatives du 9 octobre 2011, engrangeant 66 019 voix préférentielles.
Le 6 mai 2013, Marek Biernacki est nommé ministre de la Justice dans le second gouvernement de coalition du libéral Donald Tusk, six jours après la révocation de Jarosław Gowin. Il n'est pas reconduit par Ewa Kopacz quand celle-ci accède au pouvoir, le 22 septembre 2014. Il prend aussitôt la présidence de la commission parlementaire des services secrets.
Il devient en juin 2015 coordinateur des services secrets, avec rang et titre de secrétaire d'État à la chancellerie du président du Conseil des ministres. De nouveau candidat lors des élections législatives du 25 octobre 2015, il parvient à totaliser 42 586 votes préférentiels, restant le député le mieux élu en Poméranie. Il quitte ces fonctions exécutives peu après, du fait d'un changement de majorité.